# Schloss Vřísek

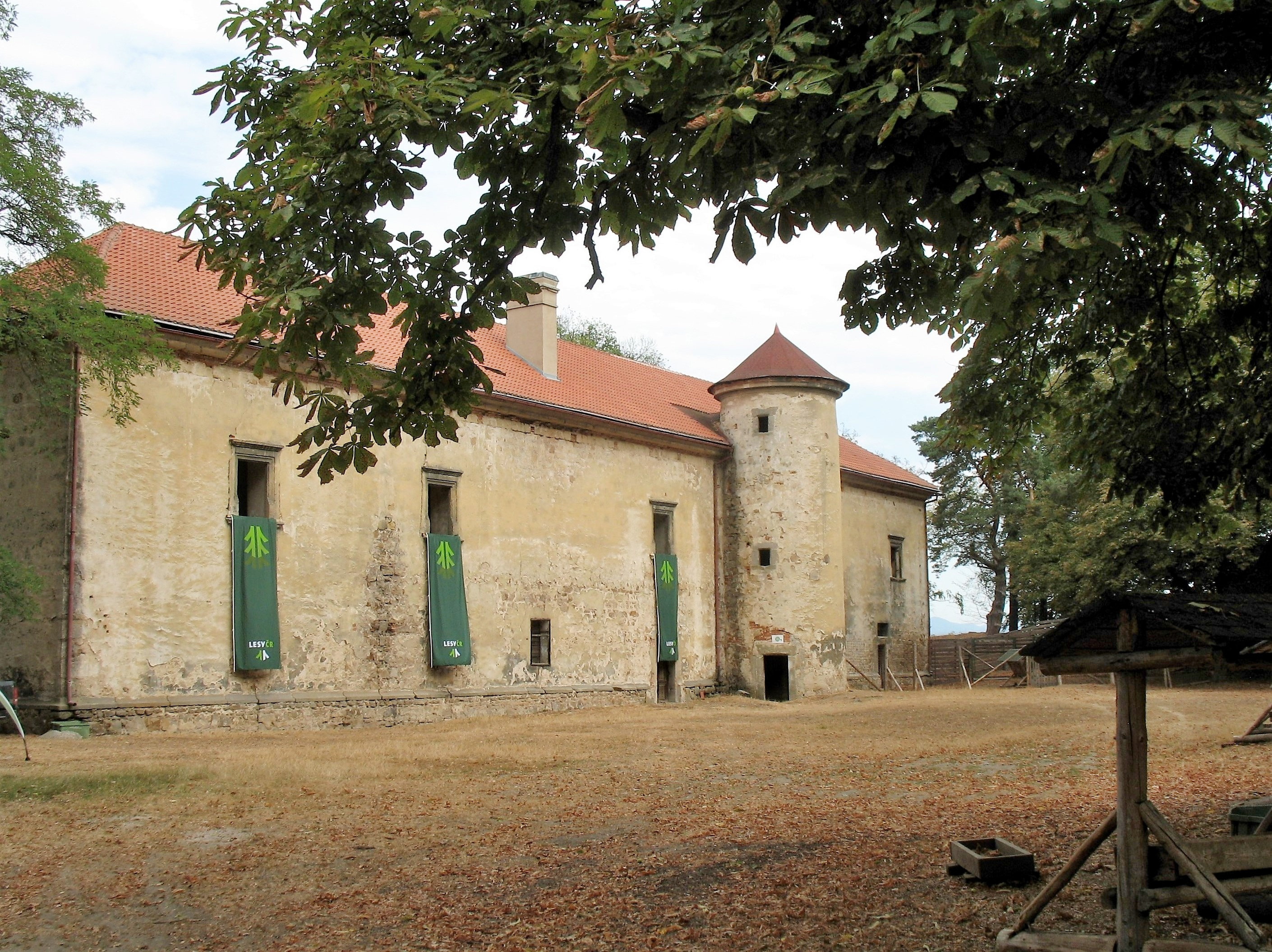
Schloss Vřísek, Gemeinde Zahrádky im Bezirk Česká Lípa in Nordböhmen

Das Schloss Vřísek, auch Žižkův hrad (deutsch Schischkenschloss) oder Vítkovec, steht bei Holany (Hohlen) in einem Wildgehege in der Daubaer Schweiz in Tschechien. Es ist für die Öffentlichkeit nicht zugänglich.

## Geschichte
Über die Geschichte von Schloss Vřísek ist nur wenig bekannt. Vermutlich entstand zu Beginn des 15. Jahrhunderts an Stelle des heutigen Schlosses die ursprüngliche Burg Vřísek. Im 16. Jahrhundert wird Vřísek als wüst bezeichnet.
Ende des 16. Jahrhunderts ließ Johann von Wartenberg an Stelle der ursprünglichen Burg das heutige kleine Renaissanceschloss erbauen.
Nach 1945 verfiel das kleine Schlösschen zur Ruine. Erst Ende der 1990er Jahre wurde der Bau gesichert und wieder hergerichtet.